# Смирнов, Андрей Евгеньевич
Андре́й Евге́ньевич Смирно́в (род. 12 июня 1980, Наволоки, Ивановская область) — российский футболист, полузащитник.

## Карьера
Воспитанник ивановского футбола (тренер — В. А. Копилов). Начинал карьеру в «Текстильщике», затем через курский «Авангард» оказался во владимирском «Торпедо», в котором провёл большую часть своей карьеры. В 2010 году после выхода команды в ФНЛ был отчислен из неё. Сезон 2011/12 провёл в «Спартаке» Кострома, вскоре вновь вернулся в «Торпедо». Перед началом сезона 2015/16 по состоянию здоровья завершил карьеру и перешёл на работу администратора в клубе.

## Достижения

### Командные
- Победитель турнира второго дивизиона зоны «Запад»: 2004, 2010

### Личные
- Лучший полузащитник зоны «Запад»: 2010.